# Košarkaški klub Split
Il Košarkaški Klub Split o K.K. Split è un club cestistico croato di Spalato.
Formatosi nel 1945, e noto negli anni settanta e ottanta del XX secolo come K.K. Jugoplastika, nome a cui sono legate le sue più significative vittorie, fu uno dei migliori club di pallacanestro dell'ex RSF Jugoslavia, del quale vinse 6 campionati e 5 Coppe nazionali.
Sempre in rappresentanza della Jugoslavia vinse tre Coppe dei Campioni consecutive tra il 1989 e il 1991 nonché due Coppe Korać, anch'esse a seguire, nel 1976 e 1977. 
Dopo lo scioglimento della Jugoslavia, dal 1992 ha vinto un campionato e sei Coppe di Croazia.

## Storia
Il club nasce nel 1945 come una sezione della polisportiva Hajduk Split.
Dopo tre anni di attività sporadica, nel 1948 si separa dalla polisportiva e l'anno successivo cambia nome in K.K. Split. Dopo diversi campionati nelle serie minori, nella stagione 1963-64 raggiunge la massima serie del campionato jugoslavo dove giocherà fino alla fine dello stato federale jugoslavo (con una parentesi nel campionato 1981-82 dopo l'unica retrocessione, dovuta al cambio generazionale).
Nel 1967 la squadra adotta il nome KK Jugoplastika e lo mantiene fino al 1990: è sotto questo nome che, grazie all'apporto di giocatori del calibro di Dino Rađa, Toni Kukoč, Velimir Perasović, Duško Ivanović, Zoran Savić, Žan Tabak e altri, vince le sue tre Coppe dei Campioni consecutive - impresa riuscita solo all'ASK Rīga 30 anni prima. Inoltre, il club ha raggiunto la finale nel 1972 perdendo con Varese, ed ha vinto la Coppa Korać nel 1976 e nel 1977.

## Roster 2021-2022
Aggiornato al 1º dicembre 2021.
|    | Naz.                                       | Ruolo | Sportivo       | Anno | Alt. | Peso |  |
| -- | ------------------------------------------ | ----- | -------------- | ---- | ---- | ---- |  |
| 1  | Croazia (bandiera)                         | P     | Toni Perković  | 1998 | 191  | 83   |  |
| 6  | Croazia (bandiera)                         | AP    | Ivan Perasović | 2002 | 200  | 90   |  |
| 7  | Croazia (bandiera)                         | AG    | Mateo Kedžo    | 1984 | 206  | 114  |  |
| 8  | Croazia (bandiera)                         | AP    | Lovre Runjić   | 2000 | 197  |      |  |
| 9  | Croazia (bandiera)                         | AG    | Karlo Žganec   | 1995 | 206  | 102  |  |
| 10 | Croazia (bandiera)                         | P     | Roko Ukić      | 1984 | 196  | 86   |  |
| 11 | Croazia (bandiera)                         | AG    | Tonko Vuko     | 1994 | 203  | 103  |  |
| 12 | Bosnia ed Erzegovina (bandiera)            | P     | Sani Čampara   | 1999 | 189  | 84   |  |
| 13 | Croazia (bandiera)                         | AG    | Ante Perkušić  | 2002 | 201  |      |  |
| 17 | Croazia (bandiera)                         | A     | Darko Bajo     | 1999 | 206  | 103  |  |
| 21 | Stati Uniti (bandiera) · Kosovo (bandiera) | C     | Shawn Jones    | 1992 | 203  | 107  |  |
| 97 | Slovenia (bandiera)                        | P     | Nejc Barič     | 1997 | 183  |      |  |
|    | Croazia (bandiera)                         | C     | Josip Jukić    | 1996 | 205  | 101  |  |
|    | Slovenia (bandiera)                        | G     | Maj Kovačevič  | 1990 | 190  | 88   |  |

### Staff tecnico
| Allenatore: | Srđan Subotić                  |
| Assistente: | Ante Marović, Hrvoje Radanović |

## Palmarès

### Competizioni nazionali
- YUBA liga: 6

1970-71, 1976-77, 1987-88, 1988-89, 1989-90, 1990-91
- Campionato croato: 1

2002-03
- Coppa di Jugoslavia: 5

1972, 1974, 1977, 1990, 1991
- Coppa di Croazia: 6

1992, 1992-93, 1993-94, 1996-97, 2003-04, 2024-25

### Competizioni internazionali
- Coppa dei Campioni: 3

1988-89, 1989-90, 1990-91
- Coppa Korać: 2

1975-76, 1976-77

## Finali disputate
- Coppa dei Campioni: 1

1972 vs. Pallacanestro Varese
- Coppa delle Coppe: 1

1973 vs. Spartak Leningrado
- Partecipazioni al McDonald's Open: 3

1989, 1990, 1991